# Rheingrabenrandstörung am Hahnenbühl
Die Rheingrabenrandstörung am Hahnenbühl ist ein kleiner Geotop bei der Landstadt Deidesheim (Rheinland-Pfalz). Er wird auch Geotop am Kirchenberg genannt. An der Steilwand neben einem Feldweg kann man gut erkennen, dass hier eine Bruchstelle ist, wo der Oberrheingraben gegenüber der Haardtrandzone abgesunken ist.

## Geographische Lage
Der Geotop liegt ca. einen Kilometer Luftlinie westlich des südlichen Ortsendes von Forst an der Weinstraße, am Übergang des Pfälzerwalds zur Oberrheinischen Tiefebene. Nordöstlich erstreckt sich ein Flurstück namens Hahnenböhl bzw. Hahnenbühl, das für den Geotop Pate stand. Das Hahnenböhler Kreuz ist hier eine weithin sichtbare Landmarke.
Etwa 150 Meter östlich des Waldrands verlaufen hier parallel diesem in Nord-Süd-Richtung der Wanderweg Deutsche Weinstraße und der Pfälzer Mandelpfad; von diesen zweigt ein Weg mit historischer Pflasterung Richtung Westen ab, der nach einigen Metern als Feldweg weiter in den Wald führt. An dessen Südseite verläuft die Steilwand, die einen Einblick in die Erdgeschichte gewährt. Unmittelbar westlich des Geotops geht die Weinbergslandschaft in Wald über.
Der Geotop liegt im Naturschutzgebiet Haardtrand – Am Bechsteinkopf, und hier wiederum an der Nordgrenze eines Teilstücks davon, der Kulturlandschaft Am Kirchenberg.

## Beschreibung

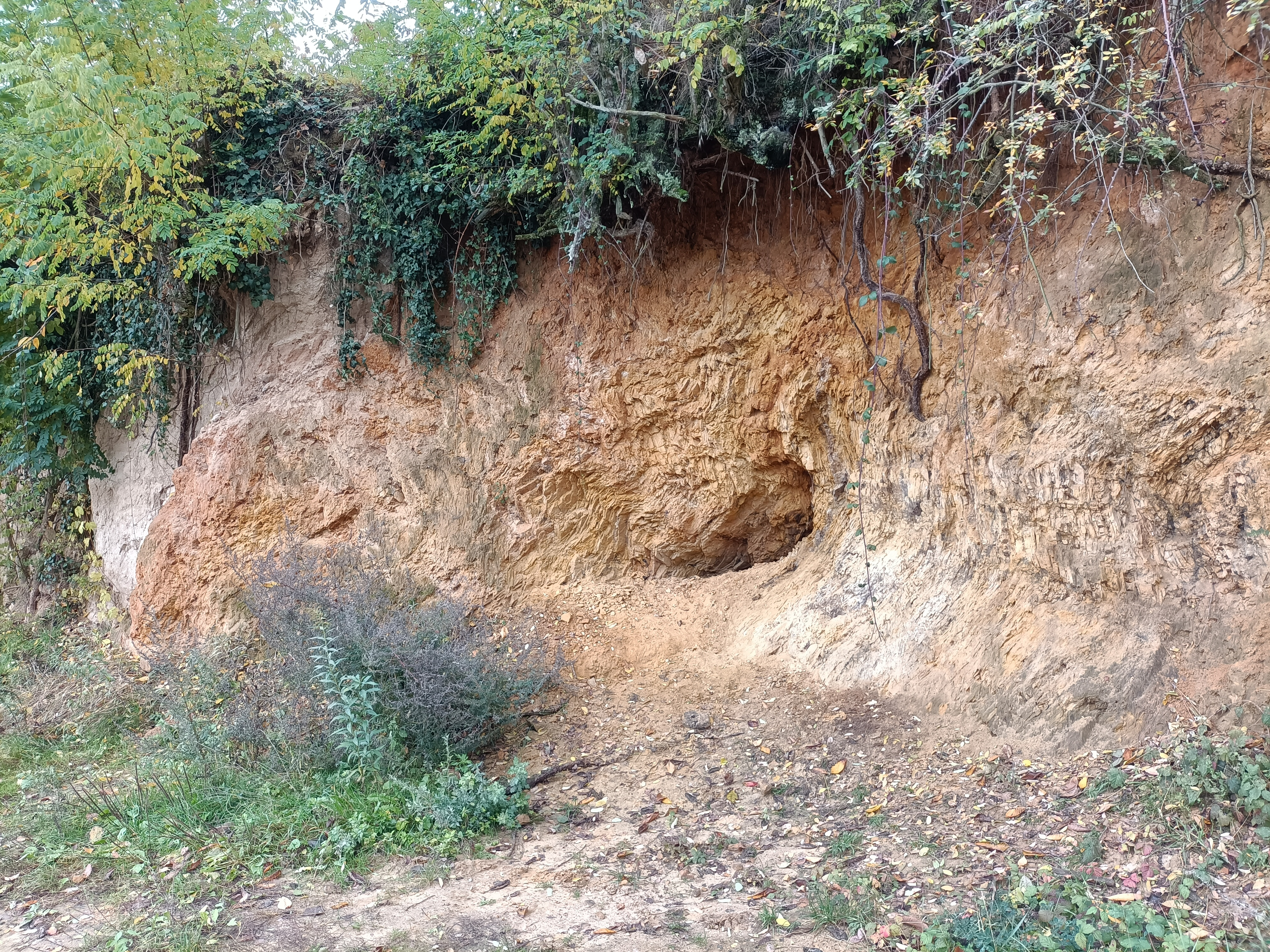
Bei der Verwerfung ist der Sandstein gekräuselt

Es gibt eine Stelle im Profil der Böschungswand, an welcher der hellere Löss an ockerfarbenen Sandstein grenzt. Dieser Übergang markiert die Rheingrabenrand-Verwerfung. Bei der Grabenbildung sank der Löss – im Unterschied zum Sandstein – in die Tiefe. In der Folge liegen zwei Gesteinsarten verschiedenen Alters nun nebeneinander, die normalerweise übereinander liegen würden. Der Sandstein ist nahe der Verwerfung verfaltet, durch die Abgleitbewegung des Lössblocks wurde er hier zusammengequetscht. Der Vorgang hat vor höchstens 130.000 Jahren begonnen; es ist bekannt, dass der Oberrheingraben heute immer noch absinkt, ob jedoch die Lössscholle an der Verwerfung noch in Bewegung ist, kann nicht mit Sicherheit gesagt werden.
Der Geotop wurde in die Liste der Nationalen Geotope aufgenommen; die Urkunde wurde am 6. August 2020 an den Stadtbürgermeister Deidesheims übergeben.